# Amuda
Amuda je město v guvernorátu Al Hasakah na hranici na severovýchodě Sýrie. V důsledku pokračující občanské války je Amuda v současné době pod civilní kontrolou AANES a vojenskou kontrolou SDF.

## Historie
Během třetího tisíciletí př. nl. bylo město okupováno.
Archeologické důkazy datované do středního asyrského období ukazují, že město bylo osídleno Asyřany již za vlády Šalmanasera I (1250 př. nl).

## Osobnosti
- Abdulbaset Sieda, politik
- Haitham Hussein, spisovatel
- Mahmoud Dahoud, fotbalista